# خورخه والدز چمورو
خورخه والدز چمورو (انگلیسی: Jorge Valdez Chamorro؛ زادهٔ ۲۶ مهٔ ۱۹۹۴) بازیکن فوتبال اهل آرژانتین است.
از باشگاه‌هایی که در آن بازی کرده‌است می‌توان به باشگاه فوتبال جیمناسیا لاپلاتا و باشگاه فوتبال لانوس اشاره کرد.
وی همچنین در تیم ملی فوتبال Argentina U17 بازی کرده‌است.